# Europejska Nagroda Muzyczna MTV dla najlepszego europejskiego wykonawcy
Europejska Nagroda Muzyczna MTV dla najlepszego europejskiego wykonawcy, początkowo: Europejska Nagroda Muzyczna MTV dla ulubionego wykonawcy Europy (ang. Europe’s Favourite Act) – nagroda przyznawana od 2008 roku przez MTV Europe podczas corocznej ceremonii wręczenia MTV Europe Music Awards. O zwycięstwie decydują widzowie za pomocą głosowania internetowego i telefonicznego (SMS-owego) spośród zwycięzców regionalnych oddziałów MTV Networks Europe, z wyłączeniem MTV Arabia.

## Nominacje i zwycięzcy
| Rok  | Laureat            | Nominowani |
| ---- | ------------------ | --- |
| 2008 | Emre Aydın         | - Finley - Dima Biłan - Leona Lewis - Sziri Majmon |
| 2009 | maNga              | - Deep Insight - Lost - Doda - Dima Biłan |
| 2010 | Marco Mengoni      | - Afromental - Dima Biłan - Enrique Iglesias - Inna |
| 2011 | Lena               | - Adele - Alexandra Stan - Atiye Deniz - Aurea - Ben Saunders - Charlie Straight - Compact Disco - Deus - Dubioza Kolektiv - Eva and the Heartmaker - Ewa Farna - Gimma - La Fouine - Lauri Ylönen - Mark F. Angelo feat. Shaya - Medina - Modà - Niusza - Russian Red - Sirena - Swedish House Mafia - The Young Professionals |
| 2012 | Dima Biłan         | - 30Y - Afrojack - Alloise - Aurea - DJ Antoine - Emis Killa - Erik & Kriss - Loreen - Majk Spirit - Medina - Milow - Monika Brodka - Ninet Tayeb - One Direction - Robin Packalen - Shaka Ponk - Tim Bendzko - Vegas - Vunk - Who See - The Zombie Kids                                                                        |
| 2013 | Kamil Bednarek     | - Celeste Buckingham - Ivan and the Parazol - The Ultras - Smiley - Zemfira |
| 2013 | One Direction      | - Jimilian - Isac Elliot - Admiral P - Avicii |
| 2013 | Lena               | - Stromae - Bastian Baker - Kensington |
| 2013 | Marco Mengoni      | - Auryn - Filipe Pinto - Demy - Shaka Ponk |
| 2014 | Dawid Kwiatkowski  | - Niusza - Van Gogh - TripL feat. Meital de Razon - Andra |
| 2014 | One Direction      | - Adelén - Isac Elliot - The Fooo Conspiracy - Christopher Nissen |
| 2014 | Revolverheld       | - Dimitri Vegas & Like Mike - Sinplus - Kensington |
| 2014 | Alessandra Amoroso | - Vegas - David Carreira - Enrique Iglesias - Shaka Ponk |